# Otiorhynchus clavipes
Otiorhynchus clavipes es una especie de gorgojo del género Otiorhynchus, familia Curculionidae. Fue descrita científicamente por Bonsdorff en 1785.
Esta especie se encuentra en América del Norte.